# Potamogeton × fluitans
Potamogeton × fluitans là một loài thực vật có hoa lai ghép trong họ Potamogetonaceae. Loài này được Roth miêu tả khoa học đầu tiên năm 1788.